# Moszczaniecki
Moszczaniecki – potok w północno-wschodnich Czechach i południowo-zachodniej Polsce, w Górach Opawskich, częściowo na ziemi prudnickiej. Dopływ Zameckiego Potoku. Przepływa przez Kraj morawsko-śląski i województwo opolskie, czeski powiat Bruntál oraz polski powiat prudnicki, gminę Prudnik. Płynie w pobliżu osady Wieszczyna.